# Inga tårar
Inga tårar är en svensk dramafilm från 2006 i regi av Håkan Bjerking.

## Handling
Magnus är stillbildsfotograf med familjeporträtt som specialitet. Hans mamma ska fylla 75 år och hans pappa ligger för döden. Magnus vill samla familjen för att ta det där familjeporträttet som aldrig blivit taget. Eller i värsta fall göra ett fotocollage. Hos sin bror hittar han ett fotografi som brodern absolut inte vill att han ska använda. Han tar med sig negativet och börja leta efter den okända kvinnan som han hittat på bilden. Magnus stöter på flera familjehemligheter och ingenting blir riktigt som han hade tänkt sig. Han får svar på den där frågan han hela sitt liv velat ställa men aldrig vågat. 
Inga tårar är en episk film där familjelögner och svek sträcker sig över tre generationer.

## Rollista i urval
- Per Graffman - Magnus
- Mikael Persbrandt - Lars
- Alexandra Rapaport - Elisabeth
- Basia Frydman - Elisabeth, 75 år
- Katarina Ewerlöf - Vivianne
- Marika Lindström - Birgitta
- Sanna Krepper
- Ane Dahl Torp - Anette
- Anna Björk - Astrid
- Johan Hallström - Ragnar
- Andreas Chenardière - Olof
- Tomas Pontén - Olofs pappa
- Marit Falk - Olofs mamma
- Leif Andrée - Fosterpappa
- Ulf Eklund  - Lennart
- Felix Lundgren - Lennart, barn
- Jarl Lindblad - Nästan döv man
- Marcus Palm - Läkare
- Tomas Norström - Arvid
- Margareta Gudmundson - Rigmor
- Rasmus Troedsson - Abortören
- Sophie Tolstoy - Kvinna vid rådhus
- Agnes Hirdwall - Vårdbiträde
- Anna Azcarate - Folkbokföringskvinna
- Johan H:son Kjellgren

## Inspelad
Filmen är inspelad i Luleå under juli och augusti 2005 under projektnamnet Rotlös.